# 永承
永承（1046年5月22日~1053年2月2日）是日本的年號之一。使用這個年號的天皇是後冷泉天皇。

## 改元
- 寬德三年四月十四日（1046年5月22日） 改元永承。
- 永承八年一月十一日（1053年2月2日） 改元天喜。

## 出處
《宋書卷十四·禮志第一》：次納徵版文：「皇帝曰：咨某官某姓之女，有母儀之德，窈窕之姿，如山如河，宜奉宗廟，永承天祚。……」

## 紀年、西曆、干支對照表
| 永承 | 元年   | 二年   | 三年   | 四年   | 五年   | 六年   | 七年   | 八年   |
| 公元 | 1046年 | 1047年 | 1048年 | 1049年 | 1050年 | 1051年 | 1052年 | 1053年 |
| 干支 | 丙戌   | 丁亥   | 戊子   | 己丑   | 庚寅   | 辛卯   | 壬辰   | 癸巳   |